# 875 Nymphe
875 Nymphe је астероид главног астероидног појаса. Приближан пречник астероида је 13,75 , 
а средња удаљеност астероида од Сунца износи 2,553 астрономских јединица (АЈ). 
Инклинација (нагиб) орбите у односу на раван еклиптике је 14,577 степени, а орбитални период износи 1490,771 дана (4,081 године). Ексцентрицитет орбите астероида износи 0,149. 
Апсолутна магнитуда астероида износи 11,50 а геометријски албедо 0,234.
Астероид је откривен 19. маја 1917. године.